# Mas de Ferràs (el Pont d'Orrit)
El Mas de Ferràs és una masia del poble del Pont d'Orrit, de l'antic terme de Sapeira, pertanyent actualment al municipi de Tremp.
Està situat en el sector nord del Pont d'Orrit, a prop -a sota i al sud-oest- dels Masos de Tamúrcia. És a llevant del Mas d'Aulari i al capdavall -sud- del Pla d'Aragó.